# Xi Cephei
Xi Cephei (Kurhah, Alkurah, Alkurab, Al Kirdah, 17 Cephei) é uma estrela na direção da constelação de Cepheus. Possui uma ascensão reta de 22h 03m 47.16s e uma declinação de +64° 37′ 39.9″. Sua magnitude aparente é igual a 4.26. Considerando sua distância de 102 anos-luz em relação à Terra, sua magnitude absoluta é igual a 1.79. Pertence à classe espectral Am.